# 白龍卡斯特介
白龍卡斯特介（学名：Casteroleberia pailunga）为粗面介科卡斯特介屬下的一个种。